# ۱۲۵۹ (خورشیدی)
۱۲۵۹ هزار و دویست و پنجاه و نهمین سال هجری خورشیدی است.

## زادروزها
- ۲۱ مهر - میرزا کوچک‌خان جنگلی، مبارز انقلاب مشروطه و سردار جنبش جنگل
- مستوره افشار، فعال حقوق زنان در جمعیت نسوان وطنخواه
- شیخ محمد خیابانی، روحانی مبارز و آزادی خواه دوره مشروطه ایران .
- محمود جم : سیاستمدار ایرانی در دوره پهلوی.
- عارف قزوینی : شاعر و تصنیف ساز ایرانی.